# Alex Viany
Almiro Viviani Fialho (Rio de Janeiro, 4 de novembro de 1918 — Rio de Janeiro, 1º de novembro de 1992), mais conhecido como Alex Viany, foi um cineasta, produtor, roteirista, autor, jornalista e ator brasileiro.
É autor do livro Introdução ao Cinema Brasileiro (1959), citado por Paulo Emílio Sales Gomes como a primeira obra de filmografia brasileira. Também escreveu O Processo do Cinema Novo.
Como jornalista iniciou no jornal O Diário da Noite. Em 1945 mudou-se para Los Angeles, para trabalhar como correspondente em Hollywood da revista O Cruzeiro.  Nessa época conheceu o cineasta Orson Welles, juntamente com o então diplomata brasileiro Vinícius de Moraes. Voltou ao Brasil em 1948.
É pai da atriz Betina Vianny e trabalharam juntos no filme A Noiva da Cidade.

## Trabalhos no cinema
- Humberto Mauro: Coração do Bom (1979) [diretor]
- Maxixe, a Dança Proibida (1979) [diretor]
- A Noiva da Cidade (1978) [diretor, roteirista, produtor]
- Sol sobre a Lama (1963) [diretor, roteirista]
- Cinco Vezes Favela (1962) [ator]
- Quando os campos florescem (1959) [roteirista]
- A Rosa-dos-Ventos (Die Windrose). Episódio: Ana (1954) [diretor][1]
- *Carnaval em Caxias (1954) [roteirista]
- Rua sem Sol (1954) [diretor, roteirista]
- Agulha no Palheiro (1953) [diretor, roteirista, ator]